# Dracula carcinopsis
Dracula carcinopsis é uma espécie de orquídea epífita de crescimento cespitoso cujo gênero é proximamente relacionado às Masdevallia, parte da tribo Pleurothallidinae. Esta espécie é originária do oeste da Colômbia, onde habita florestas úmidas e nebulosas.
Pode ser diferenciada das espécies mais próximas por suas folhas largas e curtas inflorescências eretas com flores tombadas escuras que não se abrem muito.